# Amphipoea lusca
Amphipoea lusca là một loài bướm đêm trong họ Noctuidae.